# Baronia d'Otos
La baronia d'Otos és un títol senyorial valencià, vinculat a la vila d'Otos, a la Vall d'Albaida.
Es va crear a mitjans del segle xv, sent propietat de la família Bellvís. En 1480, Lluís de Bellvís i la seua dona Castellana la venen al misser Miquel Dalmau, advocat fiscal del Regne i jurista de la Ciutat de València.
Més tard va passar a la nissaga dels Milà. L'any 1533 Ferran de Pròixida i del Milà, comte d'Almenara, la va transmetre al seu cunyat Cristòfor del Milà i d'Aragó, comte d'Albaida.
En 1725 la baronia va ser adquirida per Joan Nunyes, marqués de Sant Josep i senyor de Sant Pere i Guadasséquies. Nunyes va construir a Otos el Palau del Marqués de Sant Josep, casa pairal de la baronia.
La baronia va ser reconeguda com a títol del Regne d'Espanya en 1860 en la persona de Joaquina de Pedro y Barroeta-Aldámar. Actualment, contínua en aquesta nissaga, vinculada amb els Moore.